# Isotomiella unguiculata
Isotomiella unguiculata is een springstaartensoort uit de familie van de Isotomidae. De wetenschappelijke naam van de soort is voor het eerst geldig gepubliceerd in 1989 door Deharveng.